# Vendula Měrková
Vendula Měrková (* 3. März 1988 in Třebíč, Tschechoslowakei) ist eine tschechische Volleyballspielerin.

## Karriere
Měrková begann ihre Karriere bei TJ Náměšť nad Oslavou. Mit VK Královo Pole Brno gewann sie 2006 und 2007 die tschechische Meisterschaft. In der Saison 2007/08 spielte sie bei VK Prostějov und wurde Pokalsieger. Anschließend wechselte sie zu SK UP Olomouc. 2010 wurde die Diagonalangreiferin vom deutschen Bundesligisten VfB 91 Suhl verpflichtet. In ihrer ersten Saison in Deutschland erreichte sie das Finale im DVV-Pokal. 2012/13 spielte Měrková beim Ligakonkurrenten VT Aurubis Hamburg. Danach kehrte sie zurück nach Suhl, wo sie für die VolleyStars Thüringen spielte. Nach einer Saison in Italien bei New Volley Libertas spielt Měrková seit 2015 wieder in ihrer Heimat bei VK Královo Pole.